# Старкс (Луизијана)
Старкс (енгл. Starks) насељено је место без административног статуса у америчкој савезној држави Луизијана.

## Демографија
По попису из 2010. године број становника је 664.
| Група             | 2000.    | 2010.       |
| Белци             | 0 (0,0%) | 623 (93,8%) |
| Афроамериканци    | 0 (0,0%) | 33 (5,0%)   |
| Азијати           | 0 (0,0%) | 0 (0,0%)    |
| Хиспаноамериканци | 0 (0,0%) | 4 (0,6%)    |
| Укупно            | 0        | 664         |